# Avant Browser
Avant Browser (Авант Браузер) — безкоштовний браузер на рушію Microsoft Trident. Більшість додаткових функцій аналогічні функціям браузера Opera . Може використовувати налаштування, плагіни і вибране від Internet Explorer.

## Властивості Avant Browser
- У меню першого рівня «Сервіс» розташовані кнопки для дозволу і заборони завантаження різного виду інформації: аудіо, відео, Flash, анімація, сценарії, ActiveX та інші.
- Функції блокування реклами і спливаючих вікон.
- Крім стандартних режимів збереження сторінок, Avant Browser дозволяє зберігати скриншот екрану, скриншот скриншоту, скриншот всієї сторінки.
- Висока швидкість завантаження програми, щодо Internet Explorer.

## Функції Avant Browser, відсутні в Internet Explorer
- Жести мишею: за допомогою подвійного клацання миші по різних областях екрану можна перейти вперед або назад, закрити вкладку шляхом подвійного клацання на її заголовок і таким же чином відкрити нову.
- Скіни: користувач може вибирати з 20 скінів на свій смак.
- Псевдоніми адрес: можна визначити одному символу або їх комбінації який-небудь інтернет-адресу, і, наприклад, набираючи в адресному рядку всього одну букву w, потрапляти на російську Вікіпедію.